# Montecarlo (Toskana)
Montecarlo ist eine italienische Gemeinde mit 4435 Einwohnern (Stand 31. Dezember 2023) in der Provinz Lucca in der Toskana.

## Geographie
Die Altstadt von Montecarlo liegt auf einem alleinstehenden Hügel in der Ebene von Lucca. Zur Gemeinde gehören die Fraktionen Fornace, Gossi, Luciani, Micheloni, San Giuseppe, San Piero in Campo, San Salvatore und Turchetto.
Die angrenzenden Gemeinden sind Altopascio, Capannori, Chiesina Uzzanese (PT), Pescia (PT) und Porcari.

## Geschichte
Montecarlo wurde 1333 vom späteren Kaiser Karl IV. gegründet und nach ihm benannt. Es wurde als Ersatz für den Ort gegründet, der von den Florentinern zerstört worden war. Montecarlo blieb in der Hand der Luccheser, bis es 1437 von Florenz erobert wurde, zu dem es bis zur Einigung Italiens gehörte.

## Sehenswürdigkeiten
Sehenswert sind die 1555 von Cosimo I. de’ Medici vollendete Festung, die Kirche S. Andrea von 1700 und die Kapelle St. Anna. Montecarlo besitzt auch das Teatro dei Rassicurati vom Anfang des 18. Jahrhunderts.

## Wirtschaft
Montecarlo ist seit 1969 ein Weinbaugebiet mit DOC-Siegel. Dieses wurde am 7. März 2014 aktualisiert. Es werden Rot- und Weißweine erzeugt sowie ein Vin Santo.
Auch der Olivenanbau zur Ölgewinnung spielt eine Rolle.

## Gemeindepartnerschaften
Montecarlo unterhält Gemeindepartnerschaften mit Karlštejn in Tschechien, mit Althen-des-Paluds in Frankreich und seit dem 8. Oktober 2006 mit Mylau in Sachsen.
Eine Besonderheit in den Partnerschaften ist, dass alle vier Städte miteinander verbunden sind und gegenseitig entsprechende Verträge abgeschlossen haben.